# Mambiloid jezici
Mambiloid jezici,  skupina od (13) sjevernih bantoid jezika koji se govore u Kamerunu i Nigeriji. Glavne su joj podskipine Mambila-Konja, Ndoro i Suga-Vute kojima pripadaju jezici:
a) Mambila-Konja jezici (9):
a1. Konja jezici (2) Kamerun: kwanja, twendi.
a2. Magu-Kamkam-Kila jezici (4) Nigerija: mbongno, mvanip, ndunda, somyev.
a3. Mambila jezici (2) Kamerun, Nigerija: mambila (2 jezika, jedan u Kamerunu kamerunski mambila, jedan u Nigeriji nigerijski mambila),
a4. Njerup jezici (1) Nigerija: njerep.
b) Ndoro jezici (1) Nigerija: ndoola.
c) Suga-Vute jezici (3) Kamerun:
c1. Suga (1): suga
c2. Vute (2):  vute, wawa.

## Vanjske poveznice
- Ethnologue (14th)
- Ethnologue (15th)